# Maito Santos
Maito Santos (三渡洲 舞人 Santos Maito?, nacido el 28 de noviembre de 1992 en Shizuoka) es un exfutbolista japonés. Jugaba de defensa y su único club fue el Tokyo Verdy de Japón.

## Trayectoria

### Clubes
| Club        | País  | Año  |
| ----------- | ----- | ---- |
| Tokyo Verdy | Japón | 2013 |

## Estadística de carrera

### J. League
| Club        | Año   | J. League | J. League | Copa J. League | Copa J. League | Total | Total |
| Club        | Año   | Part.     | Goles     | Part.          | Goles          | Part. | Goles |
| ----------- | ----- | --------- | --------- | -------------- | -------------- | ----- | ----- |
| Tokyo Verdy | 2013  | 1         | 0         | -              | -              | 1     | 0     |
| Total       | Total | 1         | 0         | 0              | 0              | 1     | 0     |